# Stary kościół Przemienienia Pańskiego w Lii
Stary kościół Przemienienia Pańskiego (malt. Il-knisja l-Qadima tat-Trasfigurazzjoni, ang. Old Church of the Transfiguration), powszechnie znany jako stary kościół Zbawiciela (malt. Il-Knisja tas-Salvatur l-antika) – stary rzymskokatolicki kościół znajdujący się w wiosce Lija na Malcie. 

## Historia
Kościół prawdopodobnie pochodzi z pierwszej połowy XVI wieku, choć dokładna data jego budowy nie jest znana. Domniemywa się, że projektantem budowli był Girolamo Cassar. Pierwsza wzmianka o świątyni pochodzi z 1 lutego 1575 roku, z wizytacji prałata Pietro Dusiny, wizytatora papieskiego na Malcie. Kościół był wówczas budynkiem jednonawowym, miał trzy ołtarze, obraz namalowany na drewnie, drewniane drzwi i podłogę. Nie miał jednak opiekuna ani dochodów. Terytorialnie Lija należała do parafii w Birkirkarze.
6 lutego 1594 roku Lija została odłączona od Birkirkary i została samodzielną parafią. Przez ponad sto lat, do czasu wybudowania obecnego kościoła parafialnego, świątynia była kościołem parafialnym wioski. W roku 1610 rozbudowano ją, uzyskała wówczas kształt krzyża i dobudowano doń zakrystię. Podczas rozbudowy zburzono stary kościół św. św. Rocha i Sebastiana, zbudowany podczas zarazy w 1592 roku.
Po zbudowaniu nowego kościoła stary stracił na znaczeniu, lecz jeszcze przez pewien czas był pod dobrą opieką. Achille Ferres w 1866 roku chwali duchowieństwo i mieszkańców wioski za dobrą opiekę nad starym kościołem. Jednak na początku XX wieku kościół zdegenerował się i stał się magazynem dekoracji świątecznych. Jeszcze na krótko pełnił funkcję parafialnego, kiedy w 1928 roku wymieniano w nowym kościele posadzkę na marmurową.  

## Architektura

### Wygląd zewnętrzny
Kościół ma kształt litery „T” z beczkowym dachem. Przy wschodnim końcu znajduje się transept, dobudowany na przełomie XVI i XVII wieku do późnośredniowiecznej nawy. Na jego skrzyżowaniu z nawą wznosi się wysoki bęben z oknami, przykryty kopuła w kształcie spodka. Świątynia jest jednym z pierwszych przykładów kościoła na Malcie, który powiększono przez dodanie transeptu, i pierwszym z wysokim bębnem z oknami, jako głównym źródłem światła wewnątrz. Forma krzyża stała się dla kościołów w XVII i XVIII wieku standardem.
Kaplica ma surową fasadę przebitą renesansowym wejściem pośrodku. Drewniane drzwi mieszczą się w dużym okrągłym łuku, który z kolei jest zamknięty między dwoma żłobkowanymi pilastrami, zwieńczonymi gzymsem i belkowaniem. Pomiędzy okrągłym oknem typu wole oko w szczycie, a drzwiami obramowanymi kolumnami wstawiona jest pusta prostokątna rama obrazu. Fasada kończy się lekko skośnym dachem dwuspadowym.

Pierwotnie drzwi przebijały trzy boki nawy oraz oba transepty. Spośród nich tylko dwa – na fasadzie i na południowej ścianie nawy – są nadal w użyciu. Pozostałe zostały zamurowane. Wszystkie portale, z jednym wyjątkiem, są wyrafinowane, a dwa, na południowej ścianie nawy i na południowym transepcie, są delikatnie rzeźbione. Ciekawszy z nich jest ten ostatni, zwieńczony baldachimem wspartym na pięknie ząbkowanych wspornikach. Cyfra roczna „1605” jest wygrawerowana na baldachimie pod małą płaskorzeźbą, prawdopodobnie przedstawiającą Jana Chrzciciela. Zarówno data, jak i rzeźba są niestety bardzo zniszczone. Nad wejściem wznoszą się trzy duże, ozdobne wsporniki, które pierwotnie musiały podtrzymywać balkon. Godny uwagi jest również portal na ścianie południowej. Posiada ciekawy fryz z delikatnie rzeźbionych róż i kielichów. Najstarsze drzwi znajdują się na ścianie północnej. Są to proste drzwi łukowe, ale duże klińce łuku wskazują na ich dawność. Wejście do północnego transeptu jest interesujące ze względu na jego złamany fronton i napis: „CUSTODI PEDEM TUUM / INGREDIENS DOMUM / DOMINI / 1660”.

### Wnętrze
Jednonawowe wnętrze kościoła przykrywa sklepienie kolebkowe z prostymi łukami, które są wsparte na gzymsie obiegającym ściany. Jak wspomniano wyżej, nawę od prezbiterium w jej wschodnim końcu oddziela transept, na skrzyżowaniu których wznosi się wysoki bęben z oknami, przykryty kopułą w kształcie spodka.
Ołtarz główny, ustawiony we wnęce, ma wspaniałą nastawę ołtarzową, dzieło Tommasa Dingliego, z obrazem tytularnym przedstawiającym Przemienienie Pańskie. Ukazuje on Jezusa pośrodku, razem z Eliaszem i Mojżeszem na górze Tabor, a poniżej widać trzech apostołów zasłaniających oczy przed blaskiem. Po obu stronach ołtarza znajdują się nisze, prawdopodobnie również dzieło Dingliego, w których znajdują się antyczne figury św. Katarzyny oraz św. Łucji lub św. Agaty.

#### Inne dzieła sztuki
W kościele znajdują się inne obrazy, w tym w kaplicach w transepcie. Są to Męczeństwo św. Pawła, dzieło Mattia Pretiego oraz Męczeństwo św. Agaty, dzieło Giuseppe D’Areny. Jest również starożytna figura Matki Bożej Różańcowej wyrzeźbiona w drewnie.
Jest też ołtarz z piękną nastawą ołtarzową, w której znajduje się obraz Madonna ze św. Rochem i św. Sebastianem, upamiętniającym wezwanie kościoła, który musiał zostać zburzony kiedy powiększano kościół Przemienienia.
W kościele miały miejsce również pochówki, wciąż można zobaczyć wiele wykutych w kamieniu nagrobków o tak pięknych wzorach, że wyglądają jak intarsje. Spośród nagrobków w kościele tylko dwa zachowały się w dobrym stanie. Inskrypcje i dekoracje na pozostałych zostały w dużej mierze zatarte, podobno przez przesuwanie po nich ciężkich przedmiotów, gdy kościół był używany jako magazyn. Jedna z dwóch zachowanych płyt oznacza grób członków Bractwa Różańcowego założonego przez ks. Dusinę w 1575 roku, i nosi datę roczną „1629”. Drugi nagrobek ma tarczę z pługiem oraz napis: „SEPULTURA W NINO / 
HAIUS 1610”.

Wśród pochowanych w kościele jest architekt i inżynier Giovanni Attard, który w latach 1610–1614 był zatrudniony przez wielkiego mistrza Alofa de Wignacourt przy dokończeniu budowy akweduktu transportującego wodę do nowego miasta Valletty. Uważa się, że Attard był nauczycielem architekta Tommasa Dingliego. Należy również wspomnieć o kilku marmurowych nagrobkach przed prezbiterium. Dwa najciekawsze upamiętniają wielkiego architekta maltańskiego Giovanniego Barbarę, odpowiedzialnego m.in. za budowę obecnego kościoła parafialnego w Lii, oraz autora i językoznawcę Hannibala Precę. Nagrobki te zostały usunięte z kościoła parafialnego w roku 1928, kiedy zastąpiono starą posadzkę kościoła nową.

## Kościół dziś
Dziś budynek kościoła wykorzystywany w uroczystościach wielkotygodniowych oraz 6 sierpnia podczas obchodów święta Chrystusa Zbawiciela. W pozostałe dni roku służy do wystaw i spotkań o tematyce religijnej.

## Ochrona dziedzictwa kulturowego
27 sierpnia 2012 roku kościół został wpisany na listę National Inventory of the Cultural Property of the Maltese Islands pod numerem 00812.